# Rhytidothorax
Rhytidothorax is een geslacht van vliesvleugeligen uit de familie Encyrtidae. De wetenschappelijke naam van dit geslacht is voor het eerst geldig gepubliceerd in 1900 door Ashmead.

## Soorten
Het geslacht Rhytidothorax omvat de volgende soorten:
- Rhytidothorax aeriscutellum (Girault, 1915)
- Rhytidothorax ambositrensis (Risbec, 1952)
- Rhytidothorax auratiscutum (Girault, 1915)
- Rhytidothorax bollowi (Mercet, 1928)
- Rhytidothorax callistus Hayat, Singh & Basha, 2002
- Rhytidothorax ferus (Girault, 1922)
- Rhytidothorax flaviclava (De Santis, 1964)
- Rhytidothorax flavicornis (De Santis, 1967)
- Rhytidothorax hirtus (Howard, 1894)
- Rhytidothorax horticola Hayat & Kazmi, 2011
- Rhytidothorax latiscapus (Prinsloo & Annecke, 1979)
- Rhytidothorax marlatti Ashmead, 1900
- Rhytidothorax namdapha Hayat & Kazmi, 2011
- Rhytidothorax nigrum Singh & Agarwal, 1993
- Rhytidothorax niveiclava (Girault, 1917)
- Rhytidothorax pectinatum Singh & Agarwal, 1993
- Rhytidothorax perhispidus (De Santis, 1964)
- Rhytidothorax purpureiscutellum (Girault, 1915)
- Rhytidothorax ramakrishnai Hayat & Kazmi, 2011